# Ryotaro Onishi
Ryotaro Onishi (大西 遼太郎 Onishi Ryotaro?), född 24 november 1997 i Shizuoka prefektur, är en japansk fotbollsspelare.
Onishi började sin karriär 2020 i FC Gifu.